# Riu de Berasti
El riu de Berasti és un riu d'alta muntanya que discorre de nord a sud de la vall d'Àssua, al Pallars Sobirà. Al llarg del seu curs s'anomena successivament Berasti, Rialbo i finalment riu de Sall. Neix a la zona lacustre dels estanys de la Mainera, al terme municipal de Sort, a l'extrem nord-occidental de la vall d'Àssua a una altitud de 2.450 metres. Entre el clot de Mainera i les bordes de Llessui rep, per la dreta, els barrancs que davallen del Montorroio i del Montsent de Pallars. Cap el final del seu recorregut, a la mola de Cap-pelat, just sota el poble d'Escàs, s'hi uneix el riu de Caregue. Posteriorment, a una altitud de 830 metres, s'uneix amb el barranc de Pamano, formant el torrent de Sant Antoni, afluent del Noguera Pallaresa. En la confluència dels dos rius s'hi construí en el segle XVI un molí fariner, la mola de Sall, que en els anys 1920 s'amplià amb una petita central hidroelèctrica.